# Something from Nothing
«Something from Nothing» es una canción perteneciente al octavo álbum de estudio de la banda estadounidense Foo Fighters, Sonic Highways. Fue lanzada como sencillo el 16 de octubre de 2014.
Al igual que todas las otras canciones del álbum, fue producida por Butch Vig. Los sencillos del álbum son también "The Feast and the Famine", "Congregation" y "What Did I Do? / God As My Witness".